# Erin Wasson

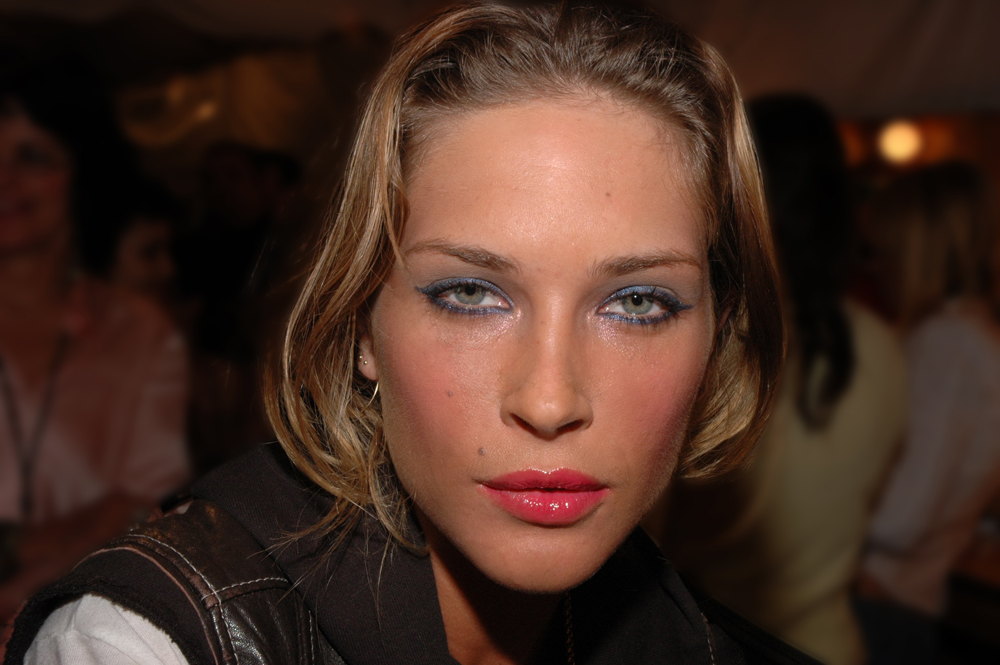
Erin Wasson (2005)

Erin Wasson (* 20. Januar 1982 in Irving, Texas) ist ein US-amerikanisches Model.

## Leben
Erin Wassons Vorfahren stammen aus Irland. Ihre Karriere begann, als sie durch den Sieg bei einem Nachwuchs-Wettbewerb der Modelagentur Kim Dawson in Dallas „entdeckt“ wurde und sofort einen Vertrag erhielt. 
Drei Jahre später lief sie bereits bei den Frühjahrs-/Sommerschauen von Balenciaga, Cacharel, Costume National, Eric Bergère, Givenchy und der Haute-Couture-Show von Valentino. Im Jahr 2001 war sie in der Herbst-/Wintersaison bei fast 40 Modeschauen dabei und eröffnete das Defilée von Gucci. Bei großen internationalen Modeschauen lief sie für so bekannte Designer wie Armani, Balenciaga, Cavalli, Gucci oder Karl Lagerfeld.

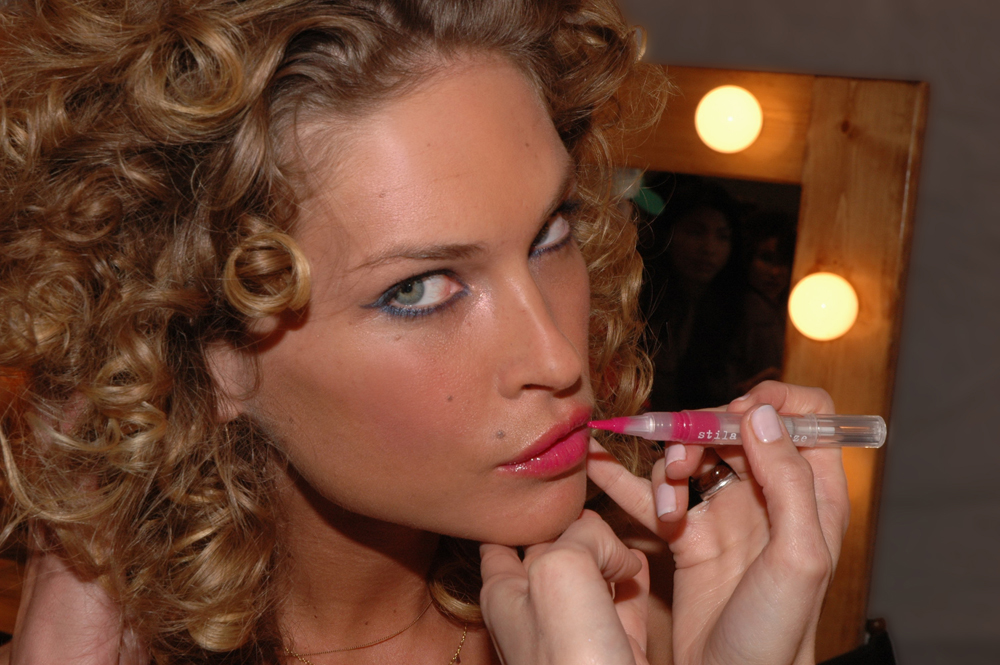
Erin Wasson wird geschminkt (2005)

Dadurch bekannt geworden, erschien Erin Wasson anschließend auf Titelseiten, in Storys und Shootings zahlreicher großer Modezeitschriften wie Vogue (in mehreren Länderausgaben), Harper’s Bazaar, Numéro, Esquire und Elle. 
Sie arbeitete außerdem für renommierte Fotografen wie Steven Meisel, Mario Testino, Peter Lindbergh, Patrick Demarchelier, Michael Thompson, David Sims, Richard Burbridge und Ellen von Unwerth. Karl Lagerfeld lichtete sie für den Pirelli-Kalender 2011 ab.
Mode-, Schmuck- und Kosmetikunternehmen buchten sie für Werbekampagnen. In der Dessous-Show von Victoria’s Secret lief sie 2007.
Wasson ist darüber hinaus als Stylistin, Modedesignerin und Schauspielerin tätig. Alexander Wang engagierte sie als Stylistin für einige seiner Modeschauen. Im Frühjahr 2008 brachte Wasson ihre eigene Modeschmuckkollektion auf den Markt, im Frühjahr 2009 eine Modelinie in Kooperation mit einem Surf- und Skatemodelabel. 
In Sofia Coppolas Film Somewhere spielte Wasson in einer Nebenrolle ein Party-Girl. Im Herbst 2008 erschien sie zusammen mit Justin Timberlake im Rahmen einer Multimedia-Werbekampagne für dessen Modelabel William Rast sowie auch in einigen von Jonas Åkerlund gedrehten Werbespots. 2012 spielte sie die Vampirin Vadoma in dem Kinofilm Abraham Lincoln Vampirjäger.
Erin Wasson lebt in Santa Monica, Kalifornien.